# Glíma

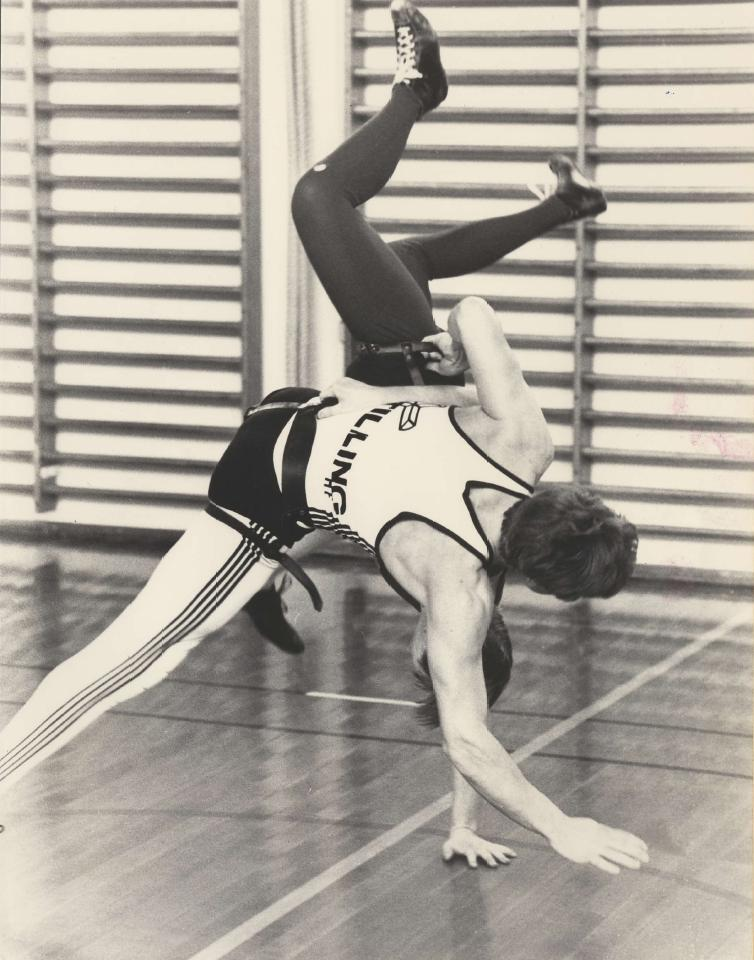
Glíma

Glíma je bojové umění provozované na Islandu a v dalších severských státech. Podle starých ság sloužilo již v 9. století k výcviku vikingských válečníků, název pochází ze staré severštiny a znamená záblesk nebo okamžik. Poté, co skandinávské národy přijaly křesťanství, byla glíma odsuzována jako pohanský zvyk a upadla v zapomnění, tradice byla obnovena koncem 19. století. Od roku 1906 se koná mistrovství Islandu, glíma byla ukázkovým sportem na Letních olympijských hrách 1912, v roce 2007 byla založena International Glima Association a o rok později proběhlo první mistrovství světa. Glíma je na Islandu také součástí školního tělocviku.
Soupeři se navzájem drží za postroje (glimuföt) upevněné kolem pasu a stehen a snaží se povalit druhého na zem, kopy a údery jsou zakázány. Existuje osm povolených chvatů (brögð), při utkání je nutno neustále se točit po směru hodinových ručiček, pasivita je penalizována. Rozlišují se tři varianty zápasu: lausatök, brokartök a hryggspenna.
V prostředí tohoto sportu se odehrává islandský film Bræðrabylta.